# Стефан Шћеповић
Стефан Шћеповић (Београд, 10. јануар 1990) српски је фудбалер који игра на позицији нападача.

## Клупска каријера
Шћеповић је сениорску каријеру почео у ОФК Београду. Дебитовао је за први тим ОФК Београда током такмичарске 2007/08. у Суперлиги Србије. Наредну 2008/09. сезону је провео на позајмицама. Током јесењег дела ове такмичарске године је наступао за Сопот у Српској лиги Београд а пролећни део је провео у Младом раднику из Пожаревца са којим је наступао у Првој лиги Србије. Вратио се затим у ОФК Београд и добио нешто већу минутажу током првог дела сезоне 2009/10. Наступио је на 12 суперлигашких утакмица током јесењег дела сезоне и постигао је један гол, 30. августа 2009. у победи 2:0 на гостовању Раду на Бањици.
У јануару 2010. је прослеђен на позајмицу у италијанску Сампдорију. Наступио је на две утакмице за Сампдорију у Серији А, али клуб из Ђенове је одлучио да не откупи његов уговор.
У јулу 2010. је потписао трогодишњи уговор са белгијским Клуб Брижом. За Бриж је наступио на четири првенствене утакмице након чега је током зимске паузе прослеђен на позајмицу у Кортрајк до краја 2010/11. сезоне.
Сезону 2011/12. је провео у израелском прволигашу Хапоелу из Акре.
У јуну 2012. потписао је двогодишњи уговор са београдским Партизаном. Провео је само први део такмичарске 2012/13. у Партизану. На 14 првенствених утакмица је постигао осам голова. Играо је са Партизаном и у квалификацијама за Лигу шампиона (елиминисани од кипарског АЕЛ-а) као и у групној фази Лиге Европе. За разлику од домаћег првенства, Шћеповић је у европским утакмицама имао доста слабији учинак, само један гол на 10 наступа. У јануару 2013. је прослеђен на позајмицу у израелски Ашдод до краја сезоне.
У јулу 2013, и даље као играч Партизана, Шћеповић је прослеђен на позајмицу у шпанског друголигаша Спортинг из Хихона. На првих пет утакмица за Хихон је постигао по барем један гол и тим учинком је ушао у клупску историју као први фудбалер који је то урадио. У јануару 2014. је и званично постао Спортингов играч пошто је клуб из Хихона откупио његов уговор од Партизана. Шћеповић је током такмичарске 2013/14. у шпанској Сегунди на 41 одиграној утакмици постигао 23 гола.
Пред сам крај летњег прелазног рока 2014. потписао је четворогодишњи уговор са Селтиком. Током такмичарске 2014/15. је наступио на 18 утакмица за Селтик у шкотском Премијершипу, постигавши притом четири гола. Два пута је био стрелац за Селтик и у групној фази Лиге Европе. Почео је и наредну 2015/16. сезону у Селтику, наступио је на једној утакмици, након чега је прослеђен на позајмицу шпанског прволигаша Хетафе
Забележио је 34 наступа за Хетафе у шпанској Примери, уз шест постигнутих голова, али је клуб заузео претпоследње место на табели и испао у нижи ранг такмичења. У јуну 2016. године, Хетафе је откупио Шћеповићев уговор. Хетафе је са Шћеповићем у тиму у сезони 2016/17. изборио повратак у Примеру. Ипак, српски фудбалер није поново заиграо са Хетафеом у Примери јер је у јуну 2017. прослеђен на позајмицу у свој бивши клуб Спортинг из Хихона. Током свог другог боравка у Хихону, Шћеповић је на 15 утакмица у Сегунди постигао четири гола с тим што није целу сезону провео у клубу пошто је крајем јануара 2018. позајмица прекинута. Шћеповић је затим раскинуо уговор са Хетафеом и прешао у мађарски Видеотон. Са шест постигнутих голова током пролећног дела такмичарске 2017/18, Шћеповић је дао свој допринос освајању титуле првака Мађарске. Провео је и први део 2018/19. сезоне у Видеотону, али уз знатно мању минутажу, након чега је у јануару 2019. потписао за пољског прволигаша Јагелонију.
Током 2020. је играо за јапанског друголигаша Мачида зелвију. Други део сезоне 2020/21. провео је у шпанском друголигашу Малаги. У јуну 2021. потписао је уговор са АЕЛ-ом из Лимасола. Годину и по дана је провео у кипарском клубу након чега је у фебруару 2023. потписао у Аустралији за екипу Бризбејн Роар. У јулу исте године прешао је у тајландски Муангтонг јунајтед.

## Репрезентација
Свој деби у репрезентацији Србије је имао 29. фебруара 2012. на мечу са Кипром. Свој први гол у државном дресу је постигао 15. октобра 2013. у квалификацијама за СП 2014. против Македоније.

### Голови за репрезентацију
| #  | Датум             | Место            | Противник  | Гол | Резултат | Такмичење                                |
| -- | ----------------- | ---------------- | ---------- | --- | -------- | ---------------------------------------- |
| 1. | 15. октобар 2013. | Јагодина, Србија | Македонија | 5:0 | 5:1      | Квалификације за Светско првенство 2014. |

## Приватан живот
Отац Слађан је бивши фудбалер и играч Партизана, а рођени брат Марко је такође наступао за ФК Партизан.

## Трофеји

### Селтик
- Првенство Шкотске (1) : 2014/15.
- Лига куп Шкотске (1) : 2014/15.

### Видеотон
- Првенство Мађарске (1) : 2017/18.